# Tocoyena bullata
Tocoyena bullata är en måreväxtart som först beskrevs av Vell., och fick sitt nu gällande namn av Carl Friedrich Philipp von Martius. Tocoyena bullata ingår i släktet Tocoyena och familjen måreväxter. Inga underarter finns listade i Catalogue of Life.